# Too Much
Too Much – siódmy studyjny singel żeńskiej popgrupy Spice Girls. Został wydany jako drugi utwór z albumu Spiceworld (1997) i jest jego pierwszą balladą popową.
Utwór ten, będąc jednym z najpopularniejszych piosenek zespołu, został uznany za „Christmas Number One” w 1997 (ten tytuł przypadł piosenkom Spice Girls jeszcze w 1996 i 1998). Singel posiada dwa „B-sidy”, wydawane w różnej formie ze sobą lub osobno, w zależności od daty i miejsca wydania. Piosenki te noszą tytuł „Outer Space Girls” i „Walk Of Life” – ten ostatni był wykonywany po części na Spiceworld Tour i umieszczony na soundtracku z serialu „Sabrina, nastoletnia czarownica”.

## Teledysk
Muzyczne wideo zostało wyreżyserowane przez Howarda Greenhalgh'a, który reżyserował też teledyski dla Eltona Johna i Pet Shop Boys. Każda ze Spicetek posiada swoją idywizualną scenę, bazowaną na poszczególnej postaci z filmu: 
- Melanie Brown, czyli Scary Spice była na apokaliptycznej wojnie, postać była oparta na filmie „Mad Max”.
- Emma Bunton, czyli Baby Spice była w sypialni podczas burzy, a wokół niej lewitowały przedmioty – scena była oparta na filmie „Duch”.
- Melanie Chisholm, czyli Sporty Spice znajdowała się w Chinatown, pośród walczących ludzi, co chwila włączając się do walki- scena oparta na filmie „Rok smoka”. Mel C śpiewa dwie solowe zwrotki, w przeciwieństwie do reszty Spice Girls, które śpiewały po jednej
- Geri Halliwell, czyli Ginger Spice była „Gildą” Rity Hayworth. Była to czarno biała scena.
- Victoria Beckham, czyli Posh Spice była Kobietą Kotem, stojąc pośród wybuchającego centrum dowodzenia rakiety. Jej rola nawiązywała do „Powrotu Batmana”.

## Certyfikaty
- Wielka Brytania – Platyna
- Francja – Srebro
- Australia – Złoto